# Somnolenz
Die Somnolenz ist eine Form der quantitativen Bewusstseinsstörung. Der Begriff quantitative Bewusstseinsstörung bezieht sich auf das Ausmaß an Wachheit (Vigilanz) einer Person.
Eine somnolente Person befindet sich in einem Zustand von Schläfrigkeit. Sie kann – sowohl spontan als auch auf Reize hin – gezielte Bewegungen ausführen und durch leichte Weckreize wie lautes Ansprechen vorübergehend aus diesem schlafartigen Zustand erweckt werden. Die Wachheit ist während der Stimulation – etwa einem Gespräch – anhaltend. Anschließend besteht wieder eine Einschlafneigung.
Schwerere Formen der quantitativen Bewusstseinsstörung sind der Sopor (Betroffene können auch durch starke und mehrmalige Reize nur kurz und nicht vollständig aufgeweckt werden) und das Koma (Zustand der Nichterweckbarkeit).
Somnolenz kann Ausdruck einer unerwünschten Arzneimittelwirkung („Nebenwirkung“), einer Vergiftung (Intoxikation) oder einer Vielzahl von Erkrankungen sein.